# Аху Те Пито Кура
Аху Те Пито Кура је аху на североисточној обали Ускршњег острва недалеко плаже Овах која се налази нешто јужније од плаже Анакена. Моаи зван Паро некада је био на овом ахуу али је срушен и данас лежи на земљи. Тежак је 82 тоне и дугачак 9,8 метара. Паро је највећи моаи који је читав дошао из камелеона, који је удаљен 6 km.